# Nativa FM Pirassununga
Nativa FM Pirassununga é uma estação de rádio brasileira concessionada e sediada em Pirassununga, município do estado de São Paulo. Opera no dial FM 93.1 MHz e é afiliada à Nativa FM.

## História
Em 1946, nascia uma das pioneiras da região e a primeira da cidade, a Rádio Difusora de Pirassununga conhecida pelo seu prefixo ZYI-3, a emissora sempre dedicou seus anos ao jornalismo local e inclusive abriu a oportunidade para calouros e cantores que iniciavam a carreira artística, a mesma tinha potência de 1 kW.
Em 1979, os proprietários fundaram a Difusora FM 93,5, a primeira FM comercial de Pirassununga, na região o rock dominava nas emissoras de rádio, a Difusora FM foi a primeira que dedicou a MPB e sucessos internacionais do POP que outras emissoras não tocavam, alguns programas da Difusora AM eram retransmitidos na FM. Posteriormente, no ano de 2010 passou a se chamar Mundial FM. No dia 1º de agosto de 2021 a rádio volta a se chamar Difusora FM.  
Por anos a emissora foi afiliada da rede liderada pela Jovem Pan, até o ano de 2013 quando as afiliadas deveriam seguir como Jovem Pan News ou encerrar a afiliação em definitivo. As jornadas esportivas feitas pela Difusora AM e retransmitidas na Mundial FM priorizava os times paulistas e locais, o que gerava bastante audiência. A programação da mesma era composta pelo programa Sertanejão do Chico Mateus, Bom Dia Cidade, No Mundo dos Esportes, Show da Tarde e o noticioso Mesa Redonda, o programa tem mais de 30 anos no ar na Rádio Difusora e batizado pelos ouvintes de "o programa da cidade".
Em agosto de 2019, foi anunciado que a Nativa FM voltaria à região na FM 106,1, sem data de estreia definida;[carece de fontes?] sua primeira passagem foi através da FM 102,5 com torre na cidade vizinha de Santa Cruz das Palmeiras; a concessão era nova, mas o projeto ficou um ano no ar.
Na manhã do dia 9 de novembro, a FM 106.1 começou sua fase experimental tocando apenas músicas sertanejas e assim foi anunciado que no dia 11 aconteceria a estreia, na qual ocorreu ás 18h na abertura do Arena Nativa. Apesar de ser uma emissora de classe C, seu sinal tem uma abrangência maior, já que seu sistema irradiante está no topo do Edifício Vitória Régia no centro de Pirassununga.
No dia 22 de maio de 2024, a Nativa FM Pirassununga deixou de transmitir na frequência FM 106.1 MHz e passa a operar na frequência FM 93.1 MHz. Outra novidade da rádio foi a estreia da comunicadora Maísa Lopes na programação local da emissora. A comunicadora ocupa o horário das 13h às 17h.